# Pinogana (dystrykt)
Pinogana – dystrykt prowincji Darién w Panamie. Powierzchnia Pinogany wynosi 4900,7  km². Jest zamieszkana przez 26 460 osób (dane szacunkowe na 2020 rok). Jego stolicą jest El Real de Santa María.

## Podział administracyjny
Pinogana jest podzielona na 9 corregimiento:
- El Real de Santa María
- Boca de Cupe
- Paya
- Pinogana
- Púcuro
- Yape
- Yaviza
- Metetí
- Wargandí